# Fagradals-Hagafell
Fagradals-Hagafell är en kulle i republiken Island. Den ligger i regionen Suðurnes, 29 km sydväst om huvudstaden Reykjavík. Toppen på Fagradals-Hagafell är 291 meter över havet.
Runt Fagradals-Hagafell är det mycket glesbefolkat, med 5 invånare per kvadratkilometer. Närmaste större samhälle är Njarðvík, omkring 14 kilometer nordväst om Fagradals-Hagafell. Trakten runt Fagradals-Hagafell består i huvudsak av gräsmarker.